# Síndrome metabólica

Índice de massa corporal (em espanhol)

Síndrome metabólica é um termo médico para designar o conjunto de fatores de risco fortemente relacionados com o desenvolvimento de doenças cardíacas, acidente vascular cerebral (AVC) e Diabetes mellitus tipo II... Afeta cerca de 34% dos adultos e está cada vez mais frequente em crianças e adolescentes. Também está associado com um risco aumentado de doenças renais (como pedra nos rins), fígado gorduroso, apneia do sono, ovários policísticos e de edema periférico (inchaço nas pernas ou braços).

## Definição
Embora existam diferentes critérios para o diagnóstico da síndrome metabólica (OMS, NCP, EGIR), os critérios para adultos são 3 ou mais dos seguintes sintomas:
- Obesidade: Perímetro abdominal maior que 100cm para homem, 90cm para mulher)
- Pré-Hipertensão arterial: Pressão arterial igual o superior a 130/85 mmHg
- Hiperglicemia (muito açúcar no sangue): glicose igual a ou maior do que 100 mg / dL em jejum
- Hipocolesterolemia (colesterol bom baixo): HDL abaixo de 40 mg / dL em homens ou abaixo de 50 mg / dL em mulheres
- Hipertrigliceridemia: Nível de triglicéridos igual ou acima de 150 mg / dL

Em crianças e adolescentes os valores variam conforme a idade e sexo.

## Causas
As causas do desenvolvimento da síndrome metabólica são complexas, e quase sempre múltiplas, e não se encontram ainda completamente esclarecidas. Dentre as principais causas estão:
- Sedentarismo
- Dietas ricas em carboidratos e açúcares
- Envelhecimento
- Fatores genéticos
- Distúrbios hormonais
- Resistência a insulina
- Rotina irregular de sono e alimentação[3]

Todos esses sintomas encontram-se estritamente relacionados. Uma má dieta e o sedentarismo frequentemente levam, por um lado, a um aumento dos níveis de colesterol que se deposita na parede dos vasos, uma condição designada aterosclerose; e por outro a obesidade. A obesidade encontra-se intimamente relacionada com um aumento da resistência periférica à insulina, que leva a hiperglicemia e pode evoluir para diabetes tipo 2, além de aumentar o nível de triglicerídeos e de colesterol em circulação. A hiperglicemia, e outras alterações típicas da diabetes vão causar dano adicional à parede das artérias e veias, potenciando a aterosclerose na crescente obstrução dos vasos, que irá condicionar um aumento da pressão sanguínea (hipertensão) ou um agravamento desta.

## Diagnóstico
Vários critérios foram criados para fazer o diagnóstico de síndrome metabólica. Em 2005, a American Heart Association e o National Heart, Lung and Blood Institute fizeram uma revisão de anteriores critérios. Estabelece-se o diagnóstico de síndrome metabólica quando o doente tem em conjunto 3 ou mais dos seguintes critérios:
- Perímetro de cintura aumentado:
  - Homem — Igual ou superior a 102 cm / 40 polegadas
  - Mulher — Igual ou superior a 88 cm / 35 polegadas
- Trigliceridémia elevada: Igual ou superior a 150 mg/dL (ou a utilização de fármacos para o controlo)
- Colesterol HDL (“bom”) diminuido (ou a utilização de fármacos para a sua elevação):
  - Homem — Inferior ou igual a 40 mg/dL
  - Mulher - Inferior ou igual a 50 mg/dL
- Pressão arterial elevada: Igual ou superior a 130/85 mmHg (ou a utilização de fármacos para o seu tratamento)
- Elevação da glicose em jejum: Igual ou superior a 100 mg/dL (5.6 mmol/L) (ou a utilização de fármacos para o tratamento da hiperglicémia)

A hiperuricemia prediz o desenvolvimento de SM, resistência à insulina, hipertensão e diabetes.

## Tratamento
O principal e mais eficaz “tratamento” para a síndrome metabólica e complicações associadas passa por uma ampla mudança nos hábitos de vida, nomeadamente uma alimentação mais saudável e prática de exercício físico regular com perda do excesso de peso, deixar de fumar e moderar o consumo de álcool. Como os factores encontram-se interligados, a melhoria de um dos aspectos da síndrome metabólica pode levar a uma melhoria global de todo o quadro clínico.
Neste caso, entende-se como "alimentação mais saudável" evitar alimentos com Índice Glicêmico elevado, ou seja, evitar açúcares simples, farinhas refinadas e raízes intensamente cozidas. Deve-se substituir a carne vermelha por carnes magras ou soja, queijos amarelos por queijos mais brancos, leite integral por leite desnatado e evitar a gema do ovo e frituras. A preferência deve ser frutas, sementes e legumes várias vezes por dia.
Tratamento farmacológico pode ser necessário caso a mudança na rotina não seja suficiente. Os níveis de colesterol saudável são tratados com  estatinas, fibratos ou ácido nicotínico. A pressão arterial elevada é tratada com diuréticos ou inibidores da ECA. Hiperglicemia é tratada com metformina, injecções de insulina ou ambos.  Baixas doses de aspirina podem ajudar a reduzir o risco de coágulos de sangue, especialmente para as pessoas cujo risco de doença cardíaca é alta.
Caso os medicamentos não sejam suficientes pode ser necessário fazer uma cirurgia bariátrica (redução de estômago).